# Литовченко Олександр Дмитрович
Олекса́ндр Дми́трович Лито́вченко (14 (26) березня 1835, Кременчук, Російська імперія — 16 (28) червня 1890, Санкт-Петербург, Російська імперія) — український історичний живописець доби Російської імперії.

## Стислі відомості
З 1855 (?) року навчався в петербурзькій Академії красних мистецтв, яку з групою інших 12 учнів залишив 1863 року на знак протесту проти академічної рутини, заснувавши разом з товаришами «художню артіль».
У 1868 році за картину-етюд напівфігури чоловіка в російському костюмі XVII століття «Сокольничий» став академіком мистецтва.
З 1876 року О. Литовченко — член Товариства передвижників.
Олександр Литовченко — автор картин на історичну та міфологічну тематику: «Харон перевозить душі через річку Стікс» (1861), «Цар Іван Грозний показує свої скарби англійському послу Герсею» (1875), «Сокольничі царя Олексія Михайловича» (1889) та «Цар Олексій Михайлович і Никон» (1886) тощо, портретів: В. Г. Шварца (1870), С. С. Андрієвського, В. В. Вельямінова-Зернова тощо.
Картини О. Д. Литовченка експонуються в музеях України — «Італійський посланник Кальвуччі змальовує улюблених соколів царя Олексія Михайловича» (1889, Харківський художній музей), портрет «Тяжка дума» (1866, Київська національна картинна галерея) тощо.
Олександр Литовченко відомий також своїм розписом семи настінних картин у московському Храмі Христа Спасителя.

## Пам'ять
2011 року Кременчуцькій дитячій художній школі було присвоєно його ім'я.

## Галерея

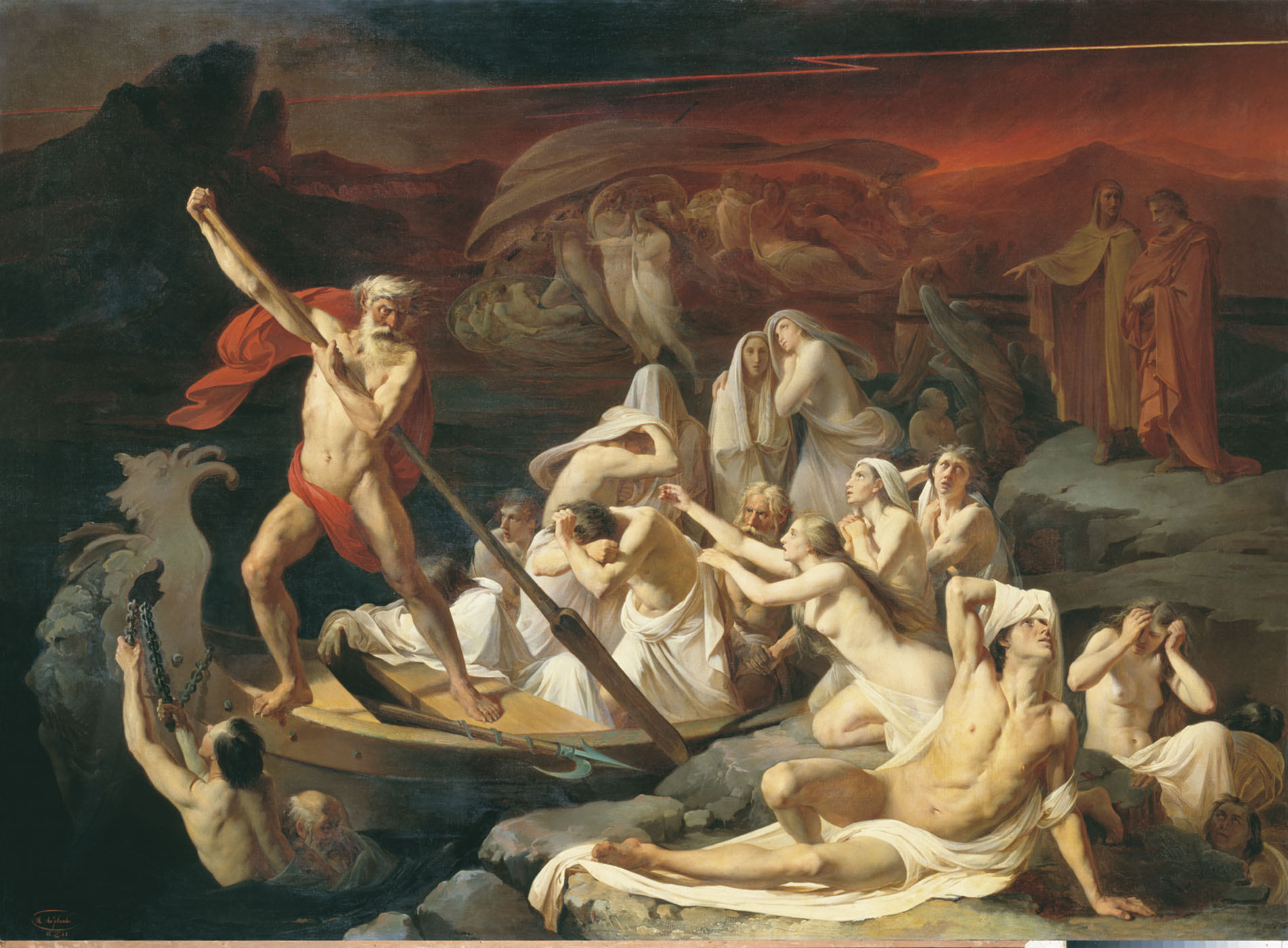
Харон перевозить душі через річку Стікс
Іван Грозний показує свої скарби англійському послу Герсею
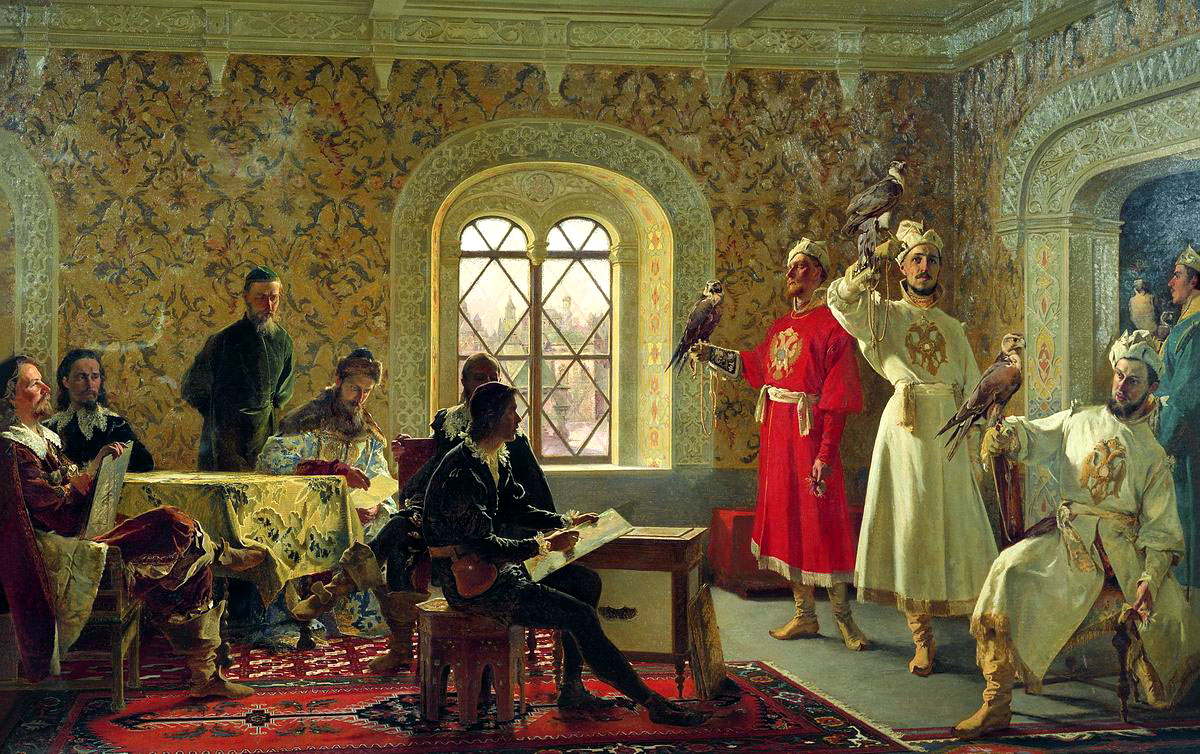
Італійський посланник Кальвуччі змальовує улюблених соколів царя Олексія Михайловича
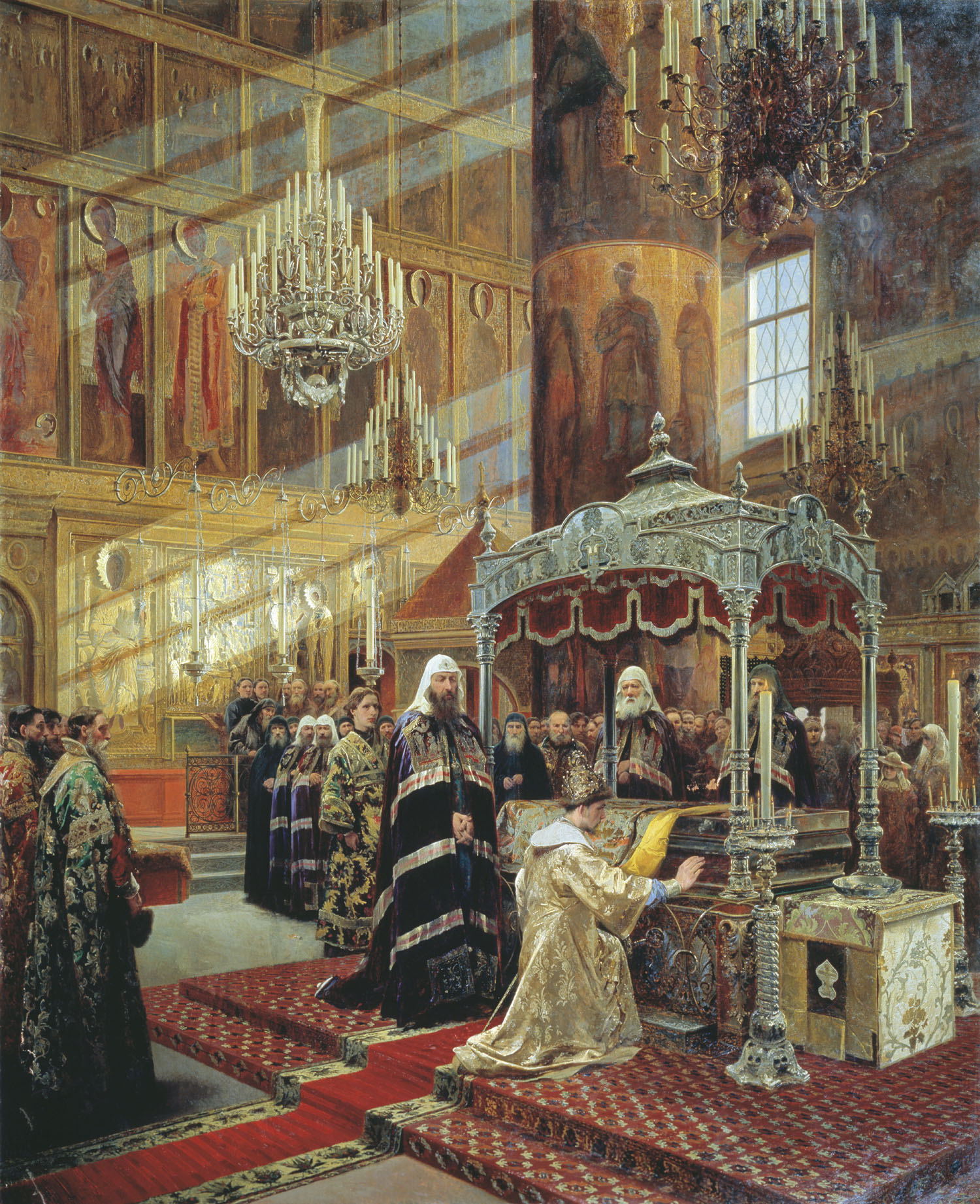
Цар Олексій Михайлович і Патріарх Нікон